# کاش اینجا بودی (فیلم ۲۰۲۵)
کاش اینجا بودی (انگلیسی: Wish You Were Here) یک فیلم درام و عاشقانه آمریکایی محصول سال ۲۰۲۵ به کارگردانی جولیا استایلز در اولین کارگردانی بلند خود است. ایزابل فورمن، مینا مسعود، جنیفر گری و کلسی گرمر در این فیلم ایفای نقش کرده‌اند.
این فیلم در تاریخ ۱۷ ژانویه ۲۰۲۵ در سینماها منتشر شد.

## داستان
این فیلم دربارهٔ شارلوت، زنی است که در جستجوی جرقه‌ای در زندگی خود است، که یک شب طوفانی عاشقانه را با مردی که ملاقات می‌کند، را تجربه می‌کند. صبح روز بعد، او متوجه می‌شود که او بیمار لاعلاج است و متعهد می‌شود که به او کمک کند زمان باقی مانده خود را به‌طور معناداری بگذراند.

## ساخت
در دسامبر ۲۰۲۴، اعلام شد که جولیا استایلز با الهام از کتابی که تأثیر عاطفی عمیقی بر او داشت، اولین کارگردانی بلند خود را با عنوان «کاش اینجا بودی» انجام خواهد داد.

## بازخوردها
در وب‌سایت جمع‌آوری نقد راتن تومیتوز براساس رای ۲۱ منتقد، با میانگین امتیاز ۴٫۸ از ۱۰ مثبت است.